# فرانك كابريس
فرانك كابريس (بالإيطالية: Frank Caprice)‏ هو لاعب هوكي جليد كندي وإيطالي، ولد في 2 مايو 1962 في هاميلتون في كندا. شارك في 6 مواسم في دوري الهوكي الوطني من 1983 إلى 1988 مع فريق فانكوفر كاناكس. بعدما ترك الفريق، لعب عدة سنوات في أوروبا قبل التقاعد في 1999؛ إذ لعب موسمه الأخير في أسكتلندا.

## وصلات خارجية
- فرانك كابريس على موقع دوري الهوكي الوطني (الإنجليزية)
- فرانك كابريس على موقع EliteProspects.com (الإنجليزية)
- فرانك كابريس على موقع HockeyDB.com (الإنجليزية)